# Église Santa Maria della Vittoria de Rome
 (juin 2023).
Si vous disposez d'ouvrages ou d'articles de référence ou si vous connaissez des sites web de qualité traitant du thème abordé ici, merci de compléter l'article en donnant les références utiles à sa vérifiabilité et en les liant à la section « Notes et références ».
L’église Santa Maria della Vittoria de Rome est une église baroque romaine. Elle est le siège du titre cardinalice Santa Maria della Vittoria. Elle se situe au 17 de la Via XX Settembre (métro ligne A : Repubblica). 

## Historique

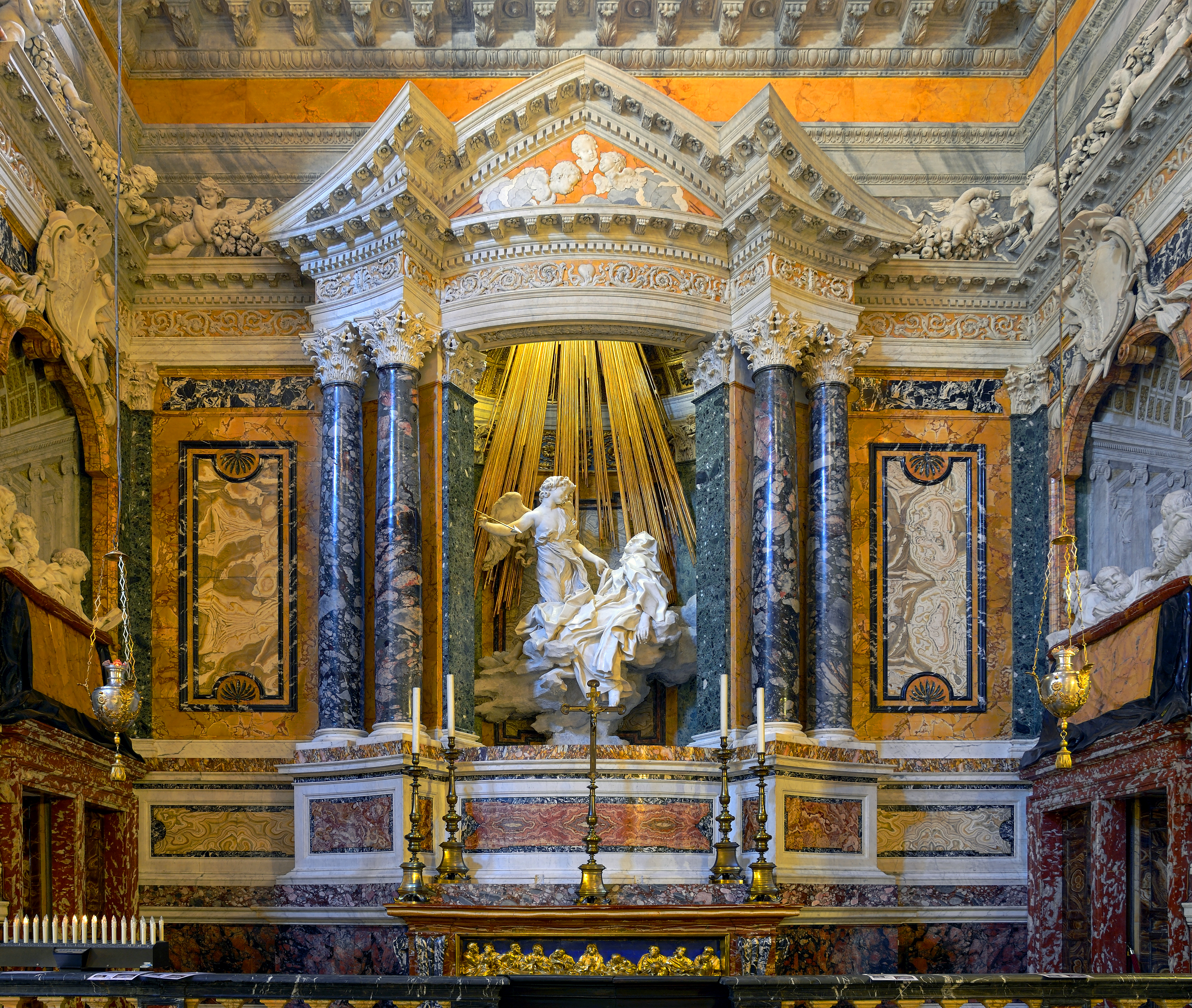
Transverbération de sainte Thérèse de Gian Lorenzo Bernini.

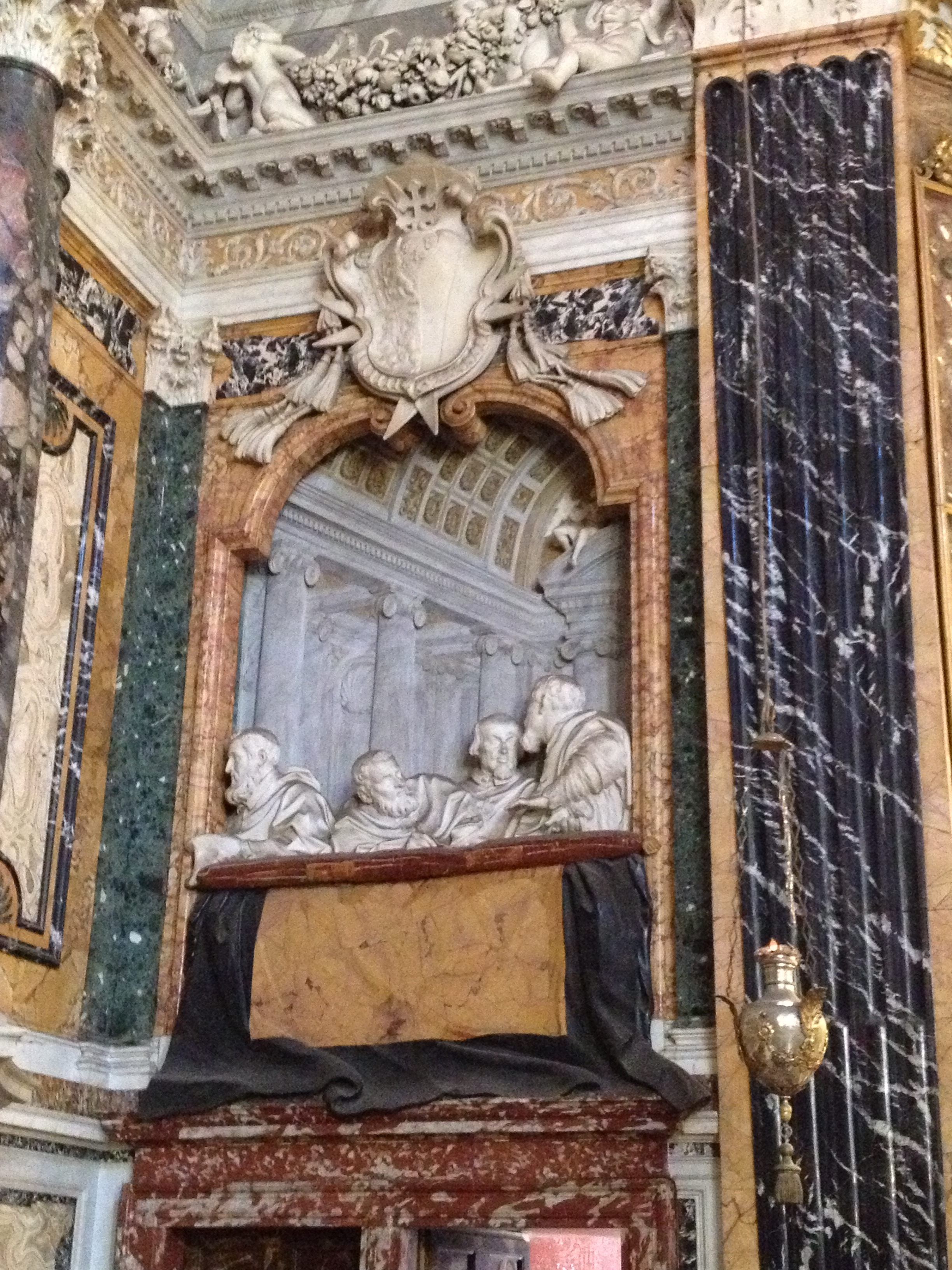
Les « spectateurs » de la famille Cornaro dans la chapelle Cornaro.

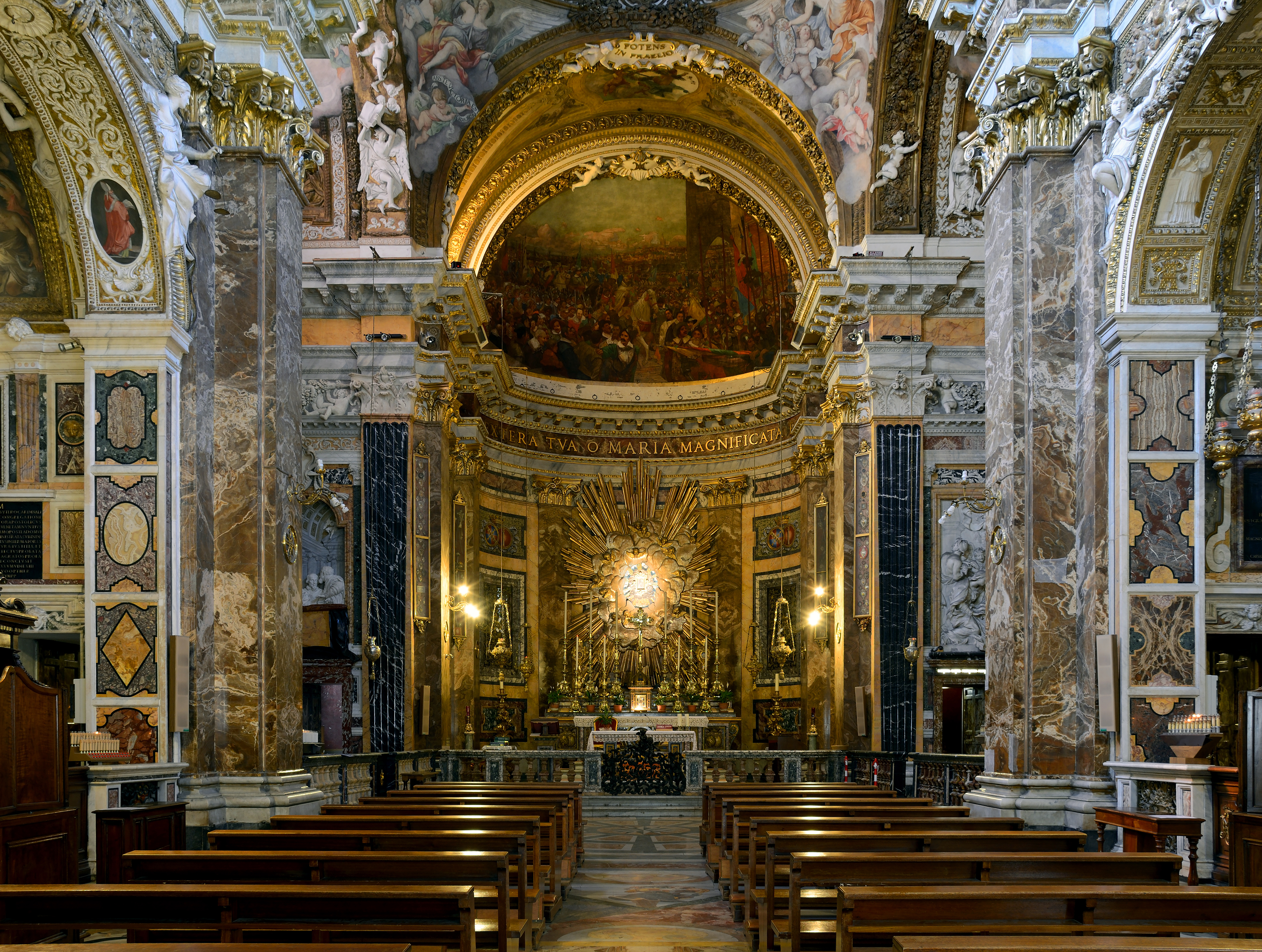
Intérieur de l'église avec sa décoration de marbres les plus divers.

Reconstruite au début du XVIIe siècle sur un projet de Carlo Maderno, l'église Santa Maria della Vittoria de Rome est financée par le cardinal Scipione Borghese pour célébrer la victoire des catholiques contre les protestants à la bataille de la Montagne Blanche à Prague en 1620, durant la guerre de Trente Ans.

## Description
L'église Santa Maria della Vittoria de Rome est connue pour sa statue du Bernin, l'Extase de sainte Thérèse, (réalisée entre 1644 et 1652) pour le cardinal vénitien Federico Cornaro. Elle figure au sein d'un décor baroque entièrement constitué de vrais marbres de différentes couleurs, même les rinceaux, guirlandes et angelots sont en marbre blanc sur fond de marbres de couleurs.
La chapelle qui abrite la statue est en forme de théâtre, et les personnages de la famille Cornaro semblent profiter du spectacle, représentés sur les parois latérales. La journée, la lumière éclaire Thérèse et l'ange de telle manière qu'elle semble venir des rayons de bronze à l'arrière-plan, accentuant le mystère de cette extase.

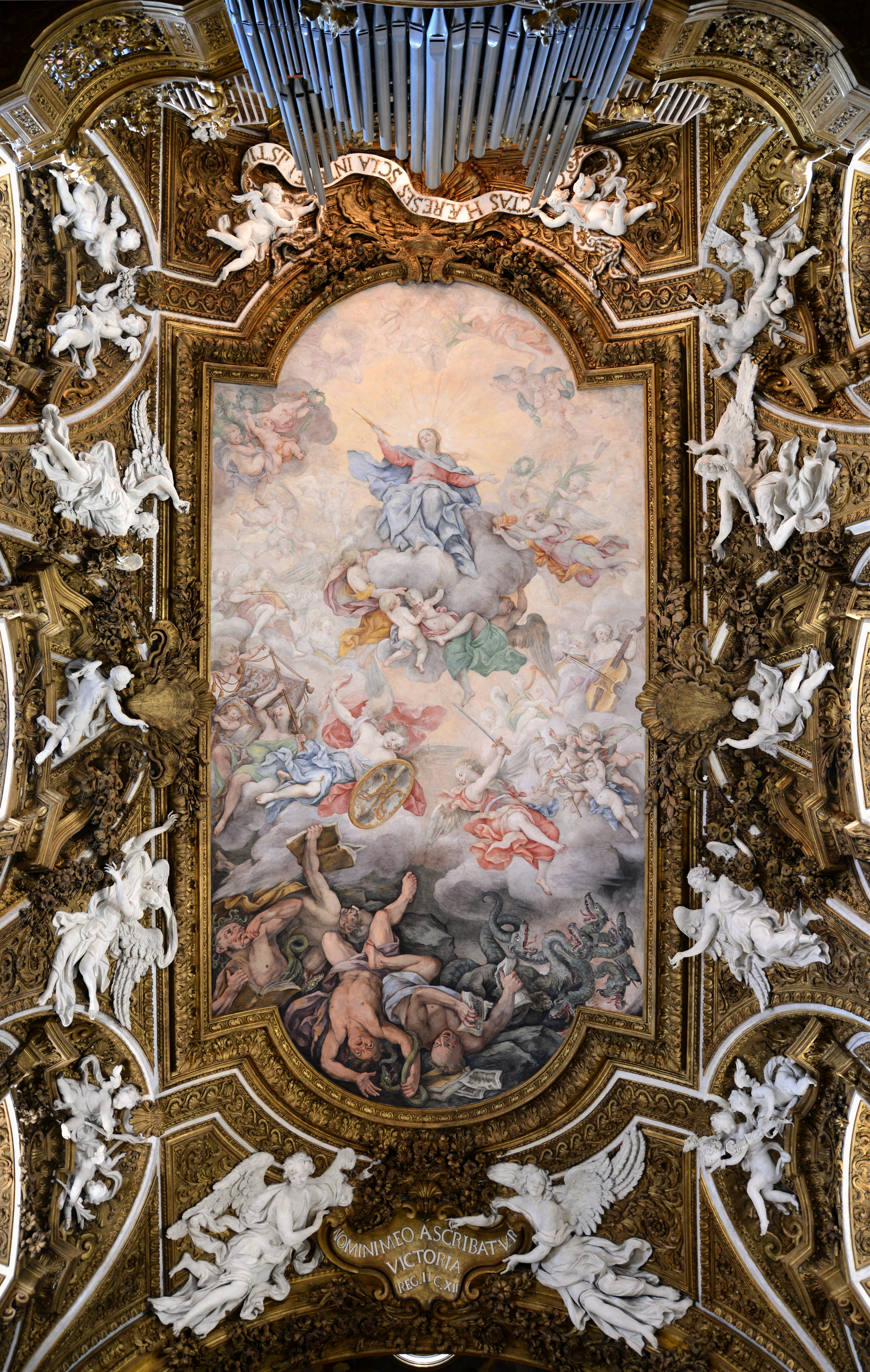
La Vierge Marie triomphant de l'hérésie, fresque de Giovanni Domenico Cerrini (plafond).